# Drobollach am Faaker See
Drobollach am Faaker See (slowenisch Drobolje pri Baškem jezeru) ist ein Dorf, eine Ortschaft und gleichzeitig die Katastralgemeinde Drobollach in der Stadtgemeinde Villach mit 489 Einwohnern (Stand 1. Jänner 2024) im Bezirk Villach (Stadt) in Kärnten, Österreich.

## Geographische Lage
Drobollach liegt am Nordufer des Faaker Sees, zwischen diesem und dem nördlich anschließenden Drautal. Die Drau liegt deutlich tiefer als die Oberfläche des Sees.

## Geschichte
1973 wurde Drobollach Teil der Stadt Villach, nachdem der Ort vorher Teil der Gemeinde Maria Gail war.

## Ortslagen in der Umgebung
Mittewald ob dem Faaker See ist ein Weiler westlich von Drobollach. 
Türkeiweg (auch Türkeistraße und Türkei) ist ein Weiler und eine Verkehrsverbindung nördlich von Drobollach. 
Egg am Faaker See ist ein Dorf südöstlich von Drobollach.

## Infrastruktur
Drobollach liegt an der Faakerseestraße. Über zwei Bushaltestellen im Ort ist Drobollach an den öffentlichen Nahverkehr angeschlossen. In Drobollach befindet sich ein öffentliches Strandbad, das 2013 knapp 25.000 Besucher zählte. (Die meisten direkt am See befindlichen Grundstücke haben eigene Badestellen.)
Des Weiteren besitzt der Ort eine Feuerwehr.
Der Tourismus ist Hauptwirtschaftszweig des Ortes; 1975/76 erzielte der Ort 330.000 Übernachtungen. Die aktuellen Tourismusergebnisse fließen in die für Villach veröffentlichten Zahlen ein.

## Kirche

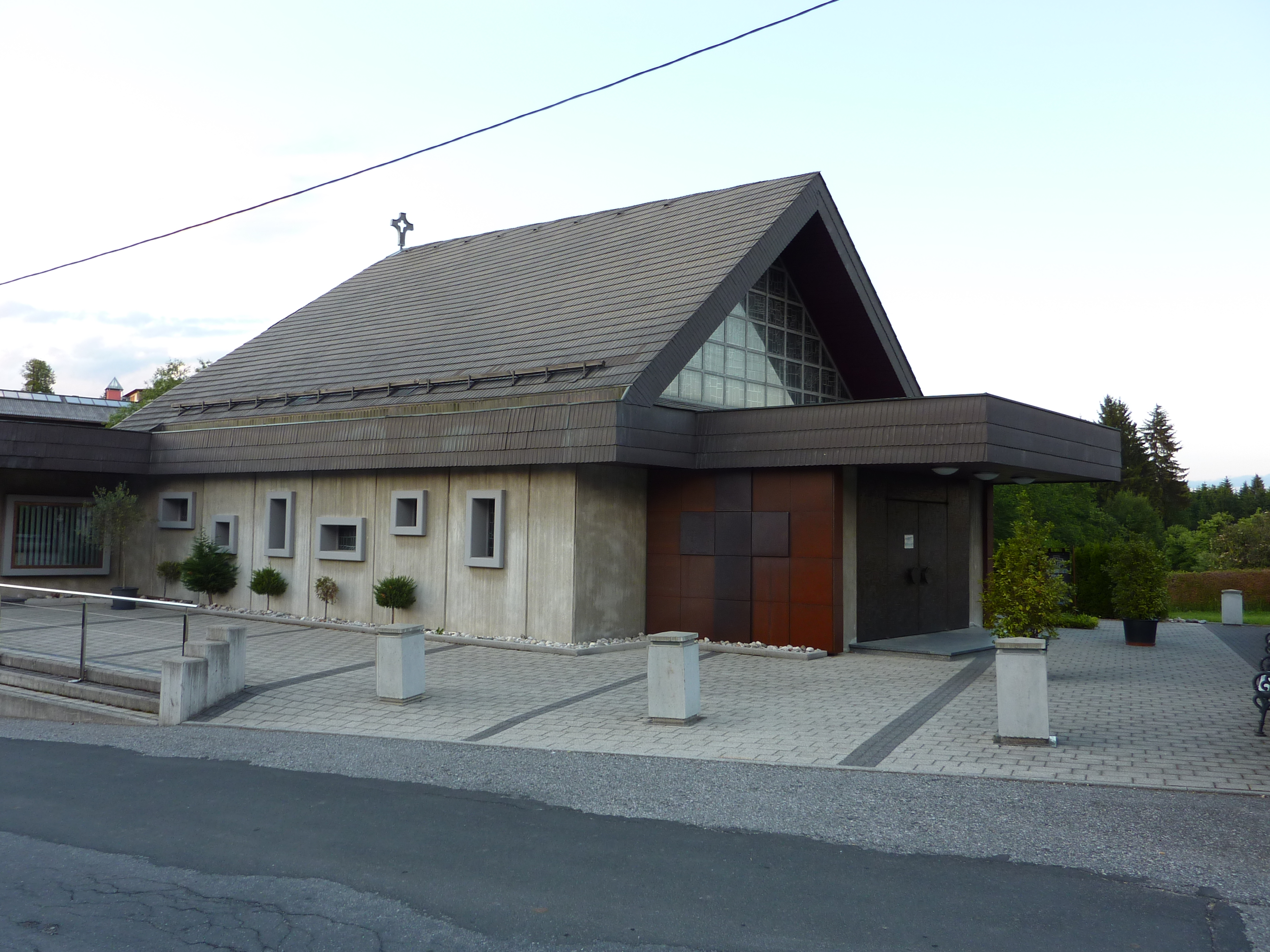
Johanneskirche

Die Johanneskirche in Drobollach ist eine Filiale der Pfarre Maria Gail und wurde 1981 fertiggestellt. Die Glasfenster wurden vom Künstler Giselbert Hoke gestaltet. Zudem wurde 1996 die Friedenskapelle eingeweiht.

## Söhne und Töchter des Ortes
- Johann Gailer (1865–1927), österreichischer Landwirt und Politiker